# Phyllocnistis lucernifera
Phyllocnistis lucernifera är en fjärilsart som beskrevs av Edward Meyrick 1935. Phyllocnistis lucernifera ingår i släktet Phyllocnistis och familjen styltmalar. Inga underarter finns listade i Catalogue of Life.